# Marta Król (aktorka)
Marta Król-Gajko (ur. 1977) – polska aktorka filmowa, teatralna i głosowa.
W 2003 ukończyła studia na PWST w Krakowie. Jest aktorką Teatru Dramatycznego w Warszawie. Ukończyła także Dziennikarstwo na Uniwersytecie Warszawskim. Jest absolwentką Szkoły Muzycznej I stopnia w klasie wiolonczeli oraz Szkoły Wajdy kursu Script.
Od 2014 jest Fundatorką i Wiceprezeską Fundacji Teatru Trans-Atlantyk.
Od 2020 prowadzi swój autorski podcast "Niezła Sztuka", do którego zaprasza mniej i bardziej znanych twórców teatru, muzyki, filmu i innych dziedzin sztuki.
Prywatnie, mama trójki dzieci i żona cenionego reżysera dźwięku, Marcina Gajko.
W 2001 otrzymała nagrodę Grand Prix im. Mieczysława Kotlarczyka w I Konkursie dla Aktorów na Artystyczną Interpretację Tekstu Biblijnego i Klasycznego „Verba Sacra” w Poznaniu.
Wyróżnienia na Festiwalu Dwa Teatry za rolę Żaklin w Teatrze TV pt. “Walizka” (2005).
Specjalne wyróżnienie na Festiwalu Science+Fiction w Trieste za główną rolę w filmie “Jestem REN” (2019) oraz wyróżnienie za najlepszą rolę kobiecą na Grimmfest w UK (2020).

## Filmografia

### Filmy
- 2001: Samo niebo jako gość na bankiecie
- 2004: Spisek na życie Stalina jako Swietłana, córka Stalina
- 2004: Who killed Stalin?, reż. Tim Robinson, jako Swietłana Stalin
- 2005: Metanoia, reż. Radosław Markiewicz, jako kobieta
- 2006: Jan Paweł II, reż. John Kent Harrison, jako Danuta
- 2011: Maria, reż. Klaudiusz Chrostowski, jako Maria
- 2012: Klej, reż. Arkadiusz Bartosiak, jako Maria
- 2012: Mój rower, reż. Piotr Trzaskalski, jako pielęgniarka
- 2013: Symbioza, reż. Iselin Engan, jako psychiatra
- 2013: W imię ojca, reż. Jakub Nowicki, jako Renata
- 2015: Mroczne żelazo, reż. Jerzy Bojanowski, Aneta
- 2015: Powroty, reż. A.Bartosiak, Ewa
- 2019: Is that all that there is, reż. Lina Luzyte, Sędzia
- 2019: R.E.N., reż. Piotr Ryczko, "I’m REN"

### Seriale
- 1997–2008: Klan jako koleżanka z klasy Agnieszki
- 2001: Samo niebo, reż. Piotr Łazarkiewicz, jako bufetowa
- 2004: Na dobre i na złe, reż. Teresa Kotlarczyk, jako Anna Górska
- 2004–2008: Egzamin z życia, reż. Teresa Kotlarczyk jako Diana Wójcik
- 2005: Antygona Teatr TV, reż. Andrzej Seweryn, jako służąca Eurydyki
- 2006: Prawo miasta, reż. Krzysztof Lang, jako policjantka
- 2008: Daleko od noszy, reż. Krzysztof Jaroszyński, jako klozetowa
- 2009: Naznaczony, reż. Jacek Filipiak, jako Kasia
- 2009–2011: Barwy szczęścia, reż. Natalia Koryncka-Gruz, jako Agnieszka (gościnnie)
- 2009−2013: Klan, reż. Paweł Chmielewski, jako Kasia
- 2011: Na Wspólnej, reż. Maciej Świerzawski, jako Olga Grupińska
- 2012: Komisarz Alex, reż. Krzysztof Lang, jako Monika
- 2012: Prawo Agaty, reż. Maciej Migas, jako Claudia
- 2013: M jak miłość, reż. Krzysztof Łukaszewicz, jako Sonia
- 2014: Lekarze, jako Maryla Witkowska, matka Dawida (odc. 62)
- 2015: Nie rób scen jako trenerka fitness (odc. 9)
- od 2017: Lekarze na start jako dr Katarzyna Konarska
- od 2019: Gabinet numer 5 jako Doktor Marta
- 2019: Echo serca jako Beata
- 2023: 1670 jako Rozalia Ryczyńska

### Teatr
- 2002: Mistrz i Małgorzata, Michaił Bułhakow, reż. Krystian Lupa, Stary Teatr im. Heleny Modrzejewskiej w Krakowie, jako Mariola złodziejka oraz Dziewczyna z lodami
- 2002: Pętla, Marek Hłasko, reż. Giovanni Castellanos, PWST w Krakowie, jako Zośka
- 2002: Wyspa, Athol Fugard, reż. Krzysztof Globisz, Scena Pod Sceną, Teatr PWST
- 2003: 2+2, E.A. Whitehead, reż. Jerzy Stuhr, jako Mary
- 2003: Obsługiwałem angielskiego króla, Bohumił Hrabal, reż. Piotr Cieślak, Teatr Dramatyczny w Warszawie, jako Blanch
- 2003: Płatonow, Anton Czechow, reż. Paweł Miśkiewicz, Teatr Dramatyczny w Warszawie, jako Kasia
- 2004: Gry i zabawy, Edna Mazya, reż. Tomasz Gawron, Teatr Dramatyczny w Warszawie, jako Dvori Machnes oraz Pani Prokurator
- 2004: Niedokończony utwór na aktora, Anton Czechow, reż. Krystian Lupa, Teatr Dramatyczny w Warszawie, jako Nina Zarieczna
- 2005: Czas kochania, czas umierania, Fritz Kater, Teatr Dramatyczny w Warszawie, jako Ina oraz Ivonne
- 2006: Alina na zachód, Dirk Dobbrow, reż. Paweł Miśkiewicz, Teatr Dramatyczny w Warszawie, jako Alina
- 2006: Bomba, Maciej Kowalewski, reż. Maciej Kowalewski, Teatr na Woli, jako Jolanta Pikuła
- 2006: Kowal Malambo, Tadeusz Słobodzianek, reż. Ondrej Spisak, Laboratorium Dramatu, jako Lola
- 2008: Trash story albo sztuka (nie) pamięci, Magda Fertacz, reż. Ewelina Pietrowiak, Teatr Ateneum w Warszawie, jako Wdowa
- 2010: Ausloschung – Wymazywanie, Thomas Bernhard, reż. Krystian Lupa, Teatr Dramatyczny w Warszawie / Teatr TV, jako Kucharka Marie
- 2010: Exibition, James Ballard, reż. Jakub Porcari, Teatr Dramatyczny w Warszawie, jako Catherine Ballard
- 2010: Plac Apokalipsa, reż. Michael Marmarinos, Teatr Dramatyczny w Warszawie, jako Zosia
- 2012: Trójka do potęgi, reż. Wojciech Malajkat, Teatr Syrena, jako Teresa Sokołowska
- 2013: Nosorożec, Eugène Ionesco, reż. Artur Tyszkiewicz, Teatr Dramatyczny w Warszawie, jako pracownica biura
- 2013: Cudotwórca, reż. Wawrzyniec Kostrzewski, Teatr Dramatyczny w Warszawie, jako Grace Hardy
- 2014: Król Edyp, reż. Jakub Krofta, Teatr Dramatyczny w Warszawie, jako uczestnik chóru
- 2014: The Rainbow Vacuum Cleaner, reż. Paul Bargetto, Teatr Trans-Atlantyk, jako Marta
- 2014: Walizka, Teatr TV, reż. Wawrzyniec Kostrzewski, jako Żaklin
- 2015: Album Karla Hockera, reż. Paul Bargetto
- 2016: Dziwna historia psa nocną porą, reż. J. Krofta, Judy
- 2017: Historia Jakuba, reż. Ondrej Spisak, Hania, Nauczycielka, Żona Urzędnika, Nina, Siostra Nela, Dina, Inez, Matka
- 2017: Kinky Boots reż. E. Pietrowiak
- 2018: California, reż. Paul Bargetto, Ayn Rand
- 2019: Cabaret, reż. Ewelina Pietrowiak, Fräulein Kost

### Reklama
Źródło: Filmweb.pl
- 2012: ubezpieczenia Proama
- 2013: lek Aspirin Complex